# Brighton & Hove Albion Football Club 2022-2023
Questa voce raccoglie le informazioni riguardanti il Brighton & Hove Albion Football Club nelle competizioni ufficiali della stagione 2022-2023.

## Stagione
Questa stagione è la 6ª stagione consecutiva in Premier League per il Brighton. Oltre alla partecipazione in Premier League, il Brighton prenderà parte alla FA Cup ed alla EFL Cup.

## Maglie e sponsor
| Casa | Trasferta | Terza maglia |

## Rosa
In corsivo i calciatori ceduti durante la stagione

| N. |                        | Ruolo | Calciatore            |
| -- | ---------------------- | ----- | --------------------- |
| 1  | Spagna (bandiera)      | P     | Robert Sánchez        |
| 2  | Inghilterra (bandiera) | D     | Tariq Lamptey         |
| 4  | Inghilterra (bandiera) | D     | Adam Webster          |
| 5  | Inghilterra (bandiera) | D     | Lewis Dunk (capitano) |
| 6  | Inghilterra (bandiera) | D     | Levi Colwill          |
| 7  | Inghilterra (bandiera) | C     | Solly March           |
| 8  | Zambia (bandiera)      | C     | Enock Mwepu           |
| 10 | Argentina (bandiera)   | C     | Alexis Mac Allister   |
| 11 | Belgio (bandiera)      | A     | Leandro Trossard      |
| 13 | Germania (bandiera)    | C     | Pascal Groß           |
| 14 | Inghilterra (bandiera) | C     | Adam Lallana          |
| 15 | Polonia (bandiera)     | C     | Jakub Moder           |
| 18 | Inghilterra (bandiera) | A     | Danny Welbeck         |
| 19 | Ecuador (bandiera)     | C     | Jeremy Sarmiento      |
| 20 | Paraguay (bandiera)    | A     | Julio Enciso          |
| 21 | Germania (bandiera)    | A     | Deniz Undav           |
| 22 | Giappone (bandiera)    | C     | Kaoru Mitoma          |
| 23 | Inghilterra (bandiera) | P     | Jason Steele          |

| N. |                        | Ruolo | Calciatore         |
| -- | ---------------------- | ----- | ------------------ |
| 25 | Ecuador (bandiera)     | C     | Moisés Caicedo     |
| 26 | Svezia (bandiera)      | C     | Yasin Ayari        |
| 27 | Scozia (bandiera)      | C     | Billy Gilmour      |
| 28 | Irlanda (bandiera)     | A     | Evan Ferguson      |
| 29 | Paesi Bassi (bandiera) | D     | Jan Paul van Hecke |
| 30 | Ecuador (bandiera)     | D     | Pervis Estupiñán   |
| 34 | Paesi Bassi (bandiera) | D     | Joël Veltman       |
| 40 | Argentina (bandiera)   | C     | Facundo Buonanotte |
| 41 | Inghilterra (bandiera) | D     | Jack Spong         |
| 42 | Inghilterra (bandiera) | D     | Odel Offiah        |
| 43 | Galles (bandiera)      | D     | Ed Turns           |
| 46 | Belgio (bandiera)      | D     | Antef Tsongui      |
| 47 | Irlanda (bandiera)     | D     | James Furlong      |
| 49 | Irlanda (bandiera)     | C     | Andrew Moran       |
| 51 | Australia (bandiera)   | C     | Cameron Peupion    |
| 53 | Inghilterra (bandiera) | C     | Jack Hinchy        |
| 71 | Inghilterra (bandiera) | C     | Jack Hinshelwood   |

## Calciomercato

### Sessione estiva
| Acquisti         | Acquisti         | Acquisti             | Acquisti                    |
| R.               | Nome             | da                   | Modalità                    |
| ---------------- | ---------------- | -------------------- | --------------------------- |
| A                | Julio Enciso     | Hull City            | definitivo (11,6 milioni €) |
| A                | Simon Adingra    | Nordsjælland         | definitivo (8 milioni €)    |
| Altre operazioni |                  |                      |                             |
| R.               | Nome             | da                   | Modalità                    |
| A                | Deniz Undav      | Union Saint-Gilloise | fine prestito               |
| C                | Kacper Kozłowski | Union Saint-Gilloise | fine prestito               |
| D                | Leo Östigard     | Genoa                | fine prestito               |
| D                | Michał Karbownik | Olympiacos           | fine prestito               |
| A                | Andi Zeqiri      | Augusta              | fine prestito               |
| P                | Kjell Scherpen   | Ostenda              | fine prestito               |
| A                | Florin Andone    | Cadice               | fine prestito               |

| Cessioni         | Cessioni       | Cessioni             | Cessioni                    |
| R.               | Nome           | a                    | Modalità                    |
| ---------------- | -------------- | -------------------- | --------------------------- |
| C                | Yves Bissouma  | Tottenham            | definitivo (29,2 milioni €) |
| D                | Leo Östigard   | Napoli               | definitivo (5 milioni €)    |
| Altre operazioni |                |                      |                             |
| R.               | Nome           | a                    | Modalità                    |
| P                | Carl Rushworth | Lincoln City         | prestito                    |
| C                | Tudor Băluță   | Farul Costanza       | prestito                    |
| A                | Abdallah Sima  | Angers               | prestito                    |
| A                | Aaron Connolly | Venezia              | prestito                    |
| A                | Simon Adingra  | Union Saint-Gilloise | prestito                    |

### Sessione invernale
| Acquisti         | Acquisti           | Acquisti        | Acquisti                 |
| R.               | Nome               | da              | Modalità                 |
| ---------------- | ------------------ | --------------- | ------------------------ |
| C                | Facundo Buonanotte | Rosario Central | definitivo (6 milioni €) |
| C                | Yasin Ayari        | AIK             | definitivo (4 milioni €) |
| Altre operazioni |                    |                 |                          |
| R.               | Nome               | da              | Modalità                 |
| A                | Aaron Connolly     | Venezia         | fine prestito            |
| D                | Shane Duffy        | Fulham          | fine prestito            |

| Cessioni         | Cessioni         | Cessioni  | Cessioni                  |
| R.               | Nome             | a         | Modalità                  |
| ---------------- | ---------------- | --------- | ------------------------- |
| A                | Leandro Trossard | Arsenal   | definitivo (24 milioni €) |
| Altre operazioni |                  |           |                           |
| R.               | Nome             | da        | Modalità                  |
| D                | Shane Duffy      | Fulham    | definitivo                |
| A                | Aaron Connolly   | Hull City | prestito                  |
| C                | Enock Mwepu      |           | ritiro                    |

## Risultati

### Premier League

#### Girone di andata
| Arbitro: | Tierney |

|                         |           |               |
| Mac Allister 68’ (aut.) | Marcatori | 30’, 39’ Groß |

| Brighton 13 agosto 2022, ore 15:00 WEST 2ª giornata | Brighton | 0 – 0 referto | Newcastle Utd | Falmer Stadium (31 552 spett.)\| Arbitro: \| Scott \| |
| Arbitro:                                            | Scott    |               |               |                                                       |

| Arbitro: | Taylor |

|  |           |                                      |
|  | Marcatori | 22’ (rig.) Mac Allister 66’ Trossard |

| Arbitro: | Salisbury |

|          |           |  |
| Groß 66’ | Marcatori |  |

| Arbitro: | Bramall |

|                              |           |                         |
| Mitrović 48’ Dunk 55’ (aut.) | Marcatori | 60’ (rig.) Mac Allister |

| Arbitro: | Harrington |

|                                                                           |           |                       |
| Thomas 10’ (aut.) Caicedo 15’ Trossard 64’ Mac Allister 71’ (rig.), 90+7’ | Marcatori | 1’ Iheanacho 33’ Daka |

| Arbitro: | Bond |

|  |           |                              |
|  | Marcatori | 28’ E. Ferguson 90+1’ Enciso |

| Arbitro: | Bankes |

|           |           |  |
| March 15’ | Marcatori |  |

| Arbitro: | Madley |

|                                     |           |                       |
| Firmino 33’, 54’ Webster 63’ (aut.) | Marcatori | 4’, 17’, 83’ Trossard |

| Arbitro: | Harrington |

|  |           |          |
|  | Marcatori | 22’ Kane |

| Arbitro: | Salisbury |

|                       |           |  |
| Toney 27’, 64’ (rig.) | Marcatori |  |

| Brighton 18 ottobre 2022, ore 19:30 WEST 12ª giornata | Brighton | 0 – 0 referto | Nottingham Forest | Falmer Stadium (31 463 spett.)\| Arbitro: \| England \| |
| Arbitro:                                              | England  |               |                   |                                                         |

| Arbitro: | Pawson |

|                                       |           |              |
| Haaland 22’, 43’ (rig.) De Bruyne 75’ | Marcatori | 53’ Trossard |

| Arbitro: | Madley |

|                                                                    |           |             |
| Trossard 5’ Loftus-Cheek 14’ (aut.) Chalobah 42’ (aut.) Groß 90+2’ | Marcatori | 48’ Havertz |

| Arbitro: | Scott |

|                             |           |                                 |
| Guedes 12’ Neves 35’ (rig.) | Marcatori | 10’ Lallana 44’ Mitoma 83’ Groß |

| Arbitro: | Kavanagh |

|                 |           |                      |
| Mac Allister 1’ | Marcatori | 20’ (rig.), 54’ Ings |

| Arbitro: | Jones |

|                 |           |                                          |
| Ward-Prowse 74’ | Marcatori | 14’ Lallana 35’ (aut.) Perraud 56’ March |

| Arbitro: | Taylor |

|                         |           |                                                 |
| Mitoma 65’ Ferguson 77’ | Marcatori | 2’ Saka 39’ Ødegaard 47’ Nketiah 71’ Martinelli |

| Arbitro: | Marriner |

|                   |           |                                            |
| Gray 90+2’ (rig.) | Marcatori | 14’ Mitoma 51’ Ferguson 54’ March 57’ Groß |

#### Girone di ritorno
| Arbitro: | England |

|                            |           |  |
| March 46’, 53’ Welbeck 81’ | Marcatori |  |

| Arbitro: | Bramall |

|                           |           |                         |
| Albrighton 38’ Barnes 63’ | Marcatori | 27’ Mitoma 88’ Ferguson |

| Arbitro: | Pawson |

|            |           |  |
| Mitoma 87’ | Marcatori |  |

| Arbitro: | Bramall |

|             |           |           |
| Tomkins 69’ | Marcatori | 63’ March |

| Arbitro: | England |

|  |           |             |
|  | Marcatori | 88’ Solomon |

| Arbitro: | Jones |

|                                                        |           |           |
| Undav 22’ (aut.) Burn 45+4’ Wilson 89’ Guimarães 90+1’ | Marcatori | 51’ Undav |

| Arbitro: | Attwell |

|                                                            |           |  |
| Mac Allister 18’ (rig.) Veltman 51’ Mitoma 69’ Welbeck 89’ | Marcatori |  |

| Arbitro: | Tierney |

|                          |           |                            |
| Bamford 40’ Harrison 78’ | Marcatori | 33’ Mac Allister 61’ March |

| Arbitro: | Marriner |

|                           |           |  |
| Mac Allister 90+9’ (rig.) | Marcatori |  |

| Arbitro: | Tierney |

|                                                |           |                                   |
| Mitoma 21’ Welbeck 28’ Mac Allister 90’ (rig.) | Marcatori | 10’ Jansson 22’ Toney 49’ Pinnock |

| Arbitro: | Attwell |

|                  |           |          |
| Son 10’ Kane 79’ | Marcatori | 34’ Dunk |

| Arbitro: | Jones |

|               |           |                        |
| Gallagher 13’ | Marcatori | 42’ Welbeck 69’ Enciso |

| Arbitro: | Hooper |

|            |           |           |
| Enciso 38’ | Marcatori | 25’ Foden |

| Arbitro: | Gillett |

|                                                       |           |                |
| Groß 45+3’ (aut.) Danilo 69’ Gibbs-White 90+1’ (rig.) | Marcatori | 38’ Buonanotte |

| Arbitro: | Coote |

|                                              |           |  |
| Undav 6’, 66’ Groß 13’, 26’ Welbeck 39’, 48’ | Marcatori |  |

| Arbitro: | Hooper |

|                  |           |                                                      |
| Mac Allister 79’ | Marcatori | 1’, 29’ Doucouré 35’ (aut.) Steele 76’, 90+6’ McNeil |

| Arbitro: | Madley |

|  |           |                                      |
|  | Marcatori | 51’ Enciso 86’ Undav 90+6’ Estupiñán |

| Arbitro: | Tierney |

|                            |           |                 |
| Ferguson 29’, 40’ Groß 69’ | Marcatori | 58’ Elyounoussi |

| Arbitro: | Coote |

|                             |           |           |
| Douglas Luiz 8’ Watkins 26’ | Marcatori | 38’ Undav |

### FA Cup
| Arbitro: | Hooper |

|           |           |                                                     |
| Akpom 13’ | Marcatori | 8’ Groß 29’ Lallana 58’, 80’ Mac Allister 88’ Undav |

| Arbitro: | Coote |

|                       |           |             |
| Dunk 39’ Mitoma 90+2’ | Marcatori | 30’ Elliott |

| Arbitro: | Bond |

|  |           |              |
|  | Marcatori | 30’ Ferguson |

| Arbitro: | Gillett |

|                                                 |           |  |
| Undav 6’ Ferguson 51’, 70’ March 82’ Mitoma 90’ | Marcatori |  |

| Arbitro: | Pawson |

|                                                      |                      |                                                           |
| Mac Allister Groß Undav Estupiñán Dunk Webster March | Tiri di rigore 6 – 7 | Casemiro Dalot Sancho Rashford Sabitzer Weghorst Lindelöf |

### EFL Cup
| Arbitro: | Robinson |

|  |           |                                     |
|  | Marcatori | 38’ Undav 82’ Alzate 90+4’ Ferguson |

| Arbitro: | Gillett |

|             |           |                                           |
| Nketiah 20’ | Marcatori | 27’ (rig.) Welbeck 58’ Mitoma 71’ Lamptey |

| Arbitro: | Bramall |

|                                                                            |                      |                                                   |
| Stockley Forster-Caskey Dobson Rak-Sakyi Blackett-Taylor Sessegnon Lavelle | Tiri di rigore 4 – 3 | Groß Trossard Ferguson Dunk March Lamptey Caicedo |

## Statistiche

### Statistiche di squadra
| Competizione   | Punti | In casa | In casa | In casa | In casa | In casa | In casa | In trasferta | In trasferta | In trasferta | In trasferta | In trasferta | In trasferta | Totale | Totale | Totale | Totale | Totale | Totale | DR  |
| Competizione   | Punti | G       | V       | N       | P       | Gf      | Gs      | G            | V            | N            | P            | Gf           | Gs           | G      | V      | N      | P      | Gf     | Gs     | DR  |
| -------------- | ----- | ------- | ------- | ------- | ------- | ------- | ------- | ------------ | ------------ | ------------ | ------------ | ------------ | ------------ | ------ | ------ | ------ | ------ | ------ | ------ | --- |
| Premier League | 62    | 19      | 9       | 4       | 5       | 37      | 21      | 19           | 8            | 4            | 7            | 35           | 32           | 38     | 18     | 8      | 12     | 72     | 53     | +19 |
| FA Cup         | -     | 2       | 2       | 0       | 0       | 7       | 1       | 2            | 2            | 0            | 0            | 6            | 1            | 4      | 4      | 0      | 0      | 13     | 2      | +11 |
| League Cup     | -     | 0       | 0       | 0       | 0       | 0       | 0       | 3            | 2            | 1            | 0            | 6            | 1            | 3      | 2      | 1      | 0      | 6      | 1      | +5  |
| Totale         | -     | 21      | 11      | 4       | 5       | 44      | 22      | 24           | 12           | 5            | 7            | 47           | 34           | 45     | 24     | 9      | 12     | 91     | 56     | +35 |